# Klášter Oslavany
Klášter Oslavany byl prvním ženským cisterciáckým klášterem na Moravě. Současný kostel Matky Boží (též zámecká kaple) je torzem původního klášterního chrámu.

## Historie kláštera
Statek Oslavany byl původně v držení třebíčských benediktinů a od roku 1197 se majitelkou stala Heilwida, manželka moravského markraběte Vladislava Jindřicha, která založila okolo roku 1225 novou cisterciáckou fundaci právě v Oslavanech.
Nový ženský klášter, který se stal prvním ženským cisterciáckým klášterem na Moravě, byl pojmenován Vallis sanctae Mariae (Údolí svaté Marie) a již v roce 1228 zde byl biskupem Robertem vysvěcen klášterní kostel. Panovník Přemysl Otakar I. se svěcení zúčastnil i s manželkou Konstancií a synem Přemyslem a pro nový konvent vystavil tzv. velké privilegium.
Klášter přežil husitské války zřejmě bez větších škod. Od poslední čtvrtiny 15. století však konvent upadal, počet řádových sester se snižoval, navíc někdy mezi lety 1516 a 1526, za vlády Ludvíka Jagellonského, vyhořel. Abatyše se přestěhovala do kláštera na Starém Brně, kde je naposledy uváděná v roce 1532, a samotný oslavanský konvent zřejmě někdy ve 30. letech 16. století zcela zanikl.
Pozůstatky kláštera byly králem zastaveny a areál byl přebudován na renesanční oslavanský zámek.

### Starobrněnské cisterciačky
V roce 1712 koupil od hraběte Mollarta oslavanské panství i se zámkem Starobrněnský klášter. Komunita zde již obnovena nebyla, cisterciačky jej využívaly pouze jako letní sídlo. Roku 1714 nechala abatyše vystavět osmihrannou zděnou věž s kopulí a do ní osadit zvon Svatý Bernard. Zvon byl za první světové války zkonfiskován pro vojenské účely. Později byl do věže propůjčen zvon Svatý Jan Nepomucký z oslavanského farního kostela svatého Mikuláše. Starobrněnský klášter byl zrušen za josefinských reforem v roce 1782 a jeho majetek připadl státu.

## Architektura

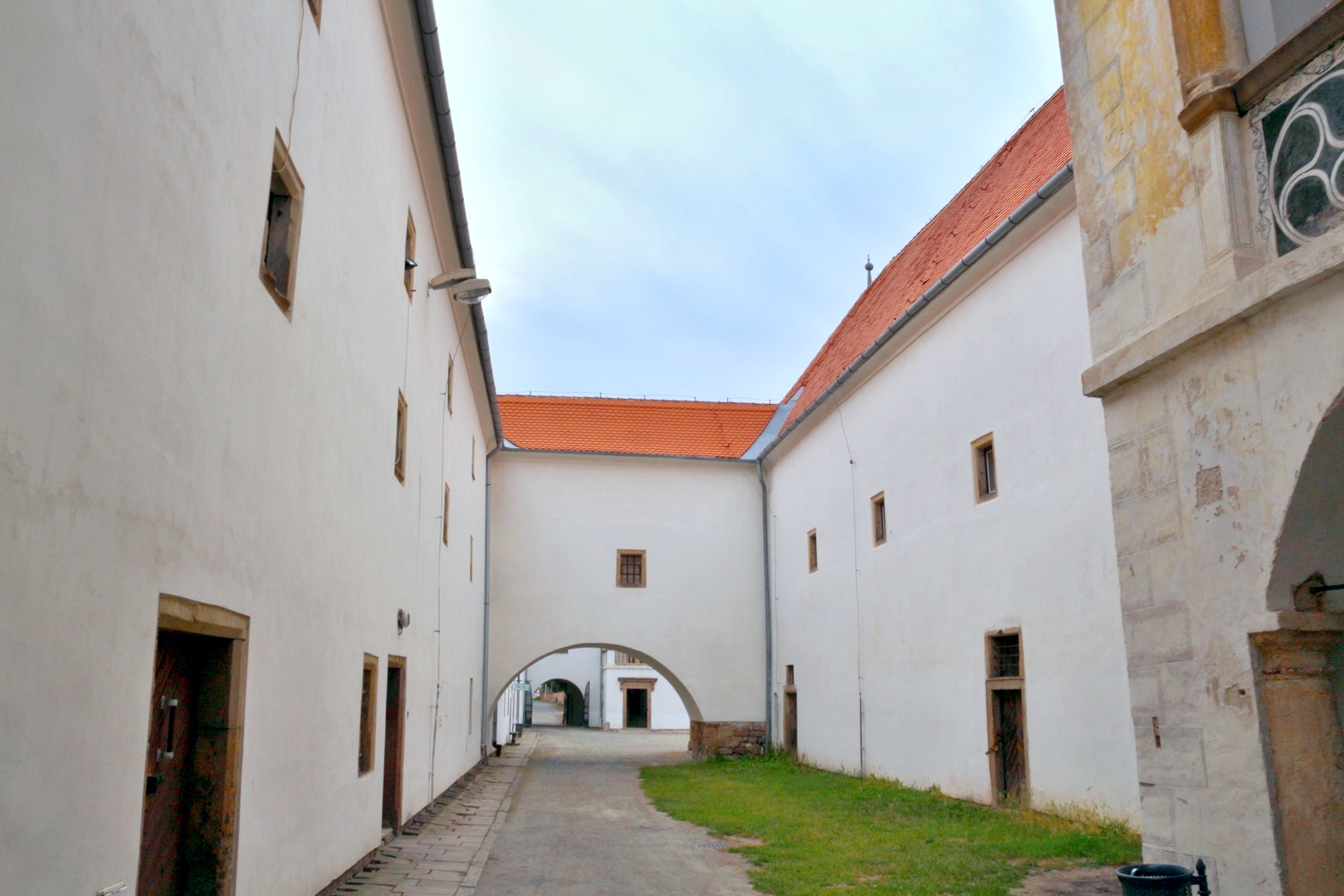
Průchod od klášterní zahrady do zámecké části mezi zdmi kostela (vpravo) a sýpky

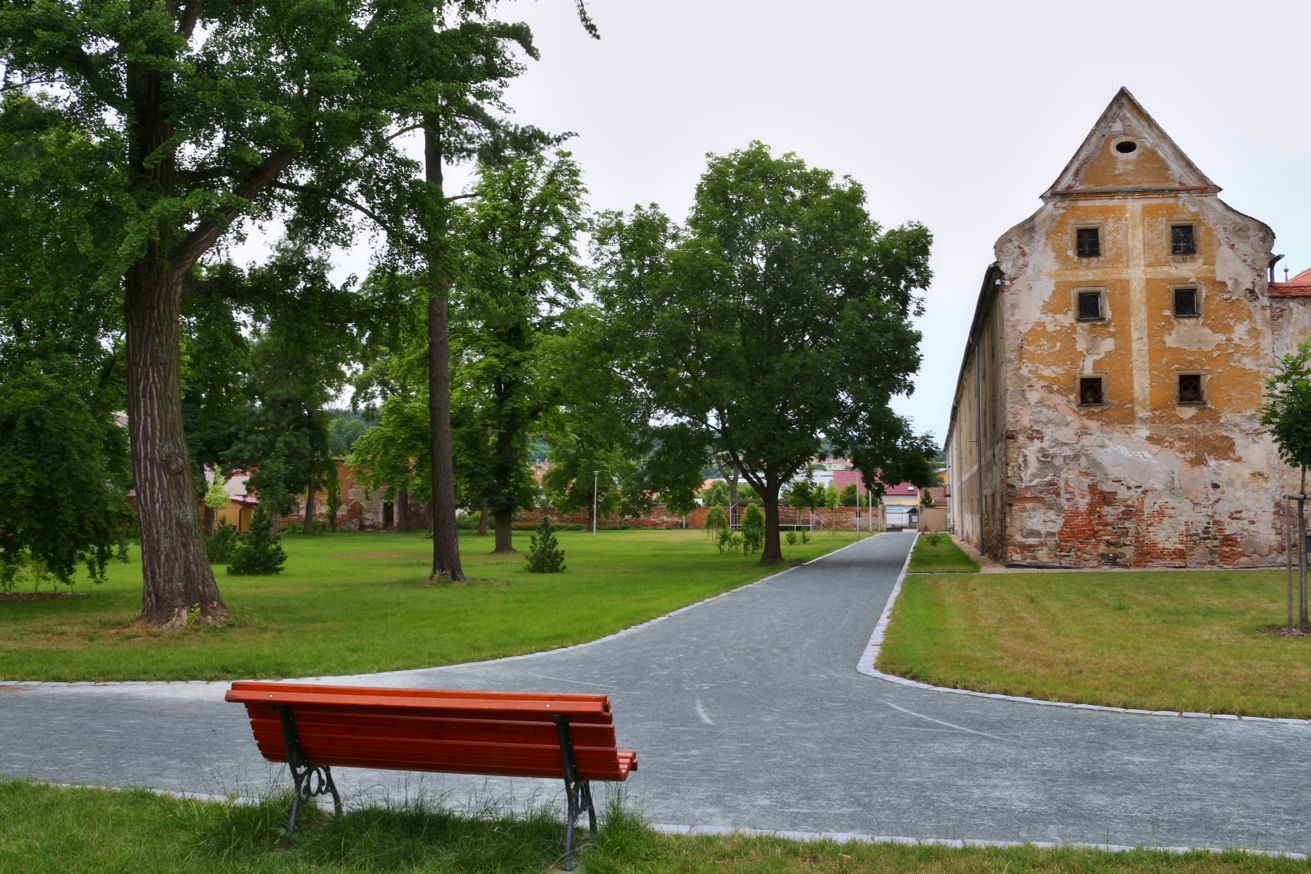
Klášterní zahrady

Původní pozdně románský klášter byl později přestavěn na renesanční zámek, ze zbytků dochované stavby lze poznat románskou architekturu a pozdější gotickou. Na výstavbě kláštera se podílela i stavební huť královského kláštera v Tišnově, jež se prezentovala cisterciácko-burgundským stylem stavby. Do dnešních časů se zachoval presbytář klášterního kostela (dnes kostel Matky Boží, resp. zámecká kaple).